# NXT Stand & Deliver (2023)
L'édition Stand & Deliver de NXT TakeOver est un Premium Live Event de catch (lutte professionnelle) produite par la World Wrestling Entertainment (WWE), une fédération de catch (lutte professionnelle) américaine, qui est diffusée sur le WWE Network. Cet événement met en avant les membres de l’émission NXT, le club-école de la WWE. L'événement a eu lieu le 1er avril 2023 au Crypto.com Arena à Los Angeles (Californie). Il s'agit de la troisième édition de Stand & Deliver. Ce PLE a lieu le même jour que WrestleMania 39.

## Contexte
Les spectacles de la World Wrestling Entertainment (WWE) sont constitués de matchs aux résultats prédéterminés par les scénaristes de la WWE. Ces rencontres sont justifiées par des storylines – une rivalité avec un catcheur, la plupart du temps – ou par des qualifications survenues dans les shows de la WWE telles que Raw, SmackDown et NXT. Tous les catcheurs possèdent une gimmick, c'est-à-dire qu'ils incarnent un personnage gentil (Face) ou méchant (Heel), qui évolue au fil des rencontres. Un événement comme Stand & Deliver est donc un événement tournant pour les différentes storylines en cours,.

## Tableau des matchs
| Ordre par numéros | Résultat | Stipulation(s)                                                                              | Temps |
| --- | --- | ------------------------------------------------------------------------------------------- | ----- |
| 1P | Chase U (Andre Chase, Duke Hudson, Tyler Bate et Thea Hail) bat Schism (Joe Gacy, Jigger Reid, Rip Fowler et Ava)                                        | 8-Person Mixed Tag Team match (L'équipe gagnante aura le contrôle sur l'université Chase U) |       |
| 2 | Indi Hartwell bat Roxanne Perez (c), Gigi Dolin, Tiffany Stratton, Lyra Valkyria et Zoey Stark                                                           | Ladder match pour le NXT Women's Championship                                               |       |
| 3 | Gallus (Mark Coffey et Wolfgang) (c) bat The D'Angelo Family (Tony D'Angelo et Channing "Stacks" Lorenzo) et les Creed Brothers (Brutus et Julius Creed) | Triple Threat Tag Team match pour les NXT Tag Team Championship                             |       |
| 4 | Wes Lee (c) bat Dragon Lee, JD McDonagh, Ilja Dragunov et Axiom                                                                                          | Fatal 5-Way match pour le NXT North American Championship                                   |       |
| 5 | Johnny Gargano bat Grayson Waller | Unsanctioned match                                                                          |       |
| 6 | Alba Fyre et Isla Dawn battent Fallon Henley (c) et Kiana James (c)                                                                                      | Tag Team match pour les NXT Women's Tag Team Championship                                   |       |
| 7 | Carmelo Hayes bat Bron Breakker (c) | Match simple pour le NXT Championship                                                       |       |
| La lettre C placée entre parenthèses désigne la personne ou l’équipe championne en titre. P – indique que le match a eu lieu lors du pré-show | |                                                                                             |       |